# Christian Petersen (Philologe)

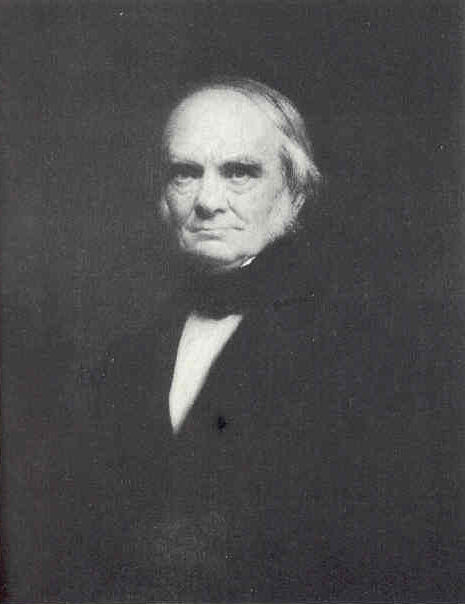
Christian Petersen, um 1860/70, Schwarz-Weiß-Abbildung des von Hermann Steinfurth gemalten Porträts

Christian Petersen (* 17. Januar 1802 in Kiel; † 15. Januar 1872 in Hamburg) war ein deutscher Altphilologe, Gymnasialprofessor und Bibliothekar in Hamburg.

## Leben und Wirken
Christian Petersens Eltern waren Joachim Heinrich Petersen und Anna Marghareta Elisabeth, geborene Lüthgens. Seit 1810 besuchte er die Bürgerschule in Kiel und seit 1816 die dortige Gelehrtenschule. Von 1821 bis 1825 studierte er in Kiel und Berlin Altphilologie, promovierte am 14. Dezember 1825 zum Dr. phil. und hielt noch im selben Jahr in Kiel eine Vorlesung pro facultas legendi, die Antrittsvorlesung für die Erlangung einer Professur.
Zu Neujahr 1826 ging Petersen nach Nienstedten bei Altona und übernahm dort eine Stelle als Lehrer an der Köhnke’schen Erziehungsanstalt, einer Privatschule. Er knüpfte Kontakte zu Hamburger Gelehrten. Auf Vorschlag des Hamburger Syndikus Karl Sieveking erhielt er 1828 nach dem Tod von Johann Gottfried Gurlitt einen Lehrauftrag für Philologie am Akademischen Gymnasium in Hamburg; seit 1833 war er Professor für Altphilologie. Daneben war Petersen ab 1831 auch an der Stadtbibliothek, der heutigen Staats- und Universitätsbibliothek tätig, deren Bibliothekar er 1844 vorläufig und 1861 offiziell wurde. Beide Ämter behielt er bis zu seinem Tod 1872.
Am 30. April 1830 verheiratete sich Christian Petersen mit Caroline Amalie Pauli, geborene Gülich. Nach dem frühen Tod seiner Frau 1831 schloss er am 6. August 1835 eine zweite Ehe mit Betty Ferdinande Uhde, die 1838 nach der Geburt ihrer zweiten Tochter verstarb. Aus einer dritten Ehe mit Emilie Henriette Petersen seit 1840 gingen vier Kinder hervor. Christian Petersen war Mitglied verschiedener gelehrter Vereine und Gesellschaften für historische Forschungen. Seit 1849 war er Erster Vorsitzender des Hamburger Kunstvereins. 1860 wurde er zum korrespondierenden Mitglied des Archäologischen Instituts in Rom gewählt.

## Werke

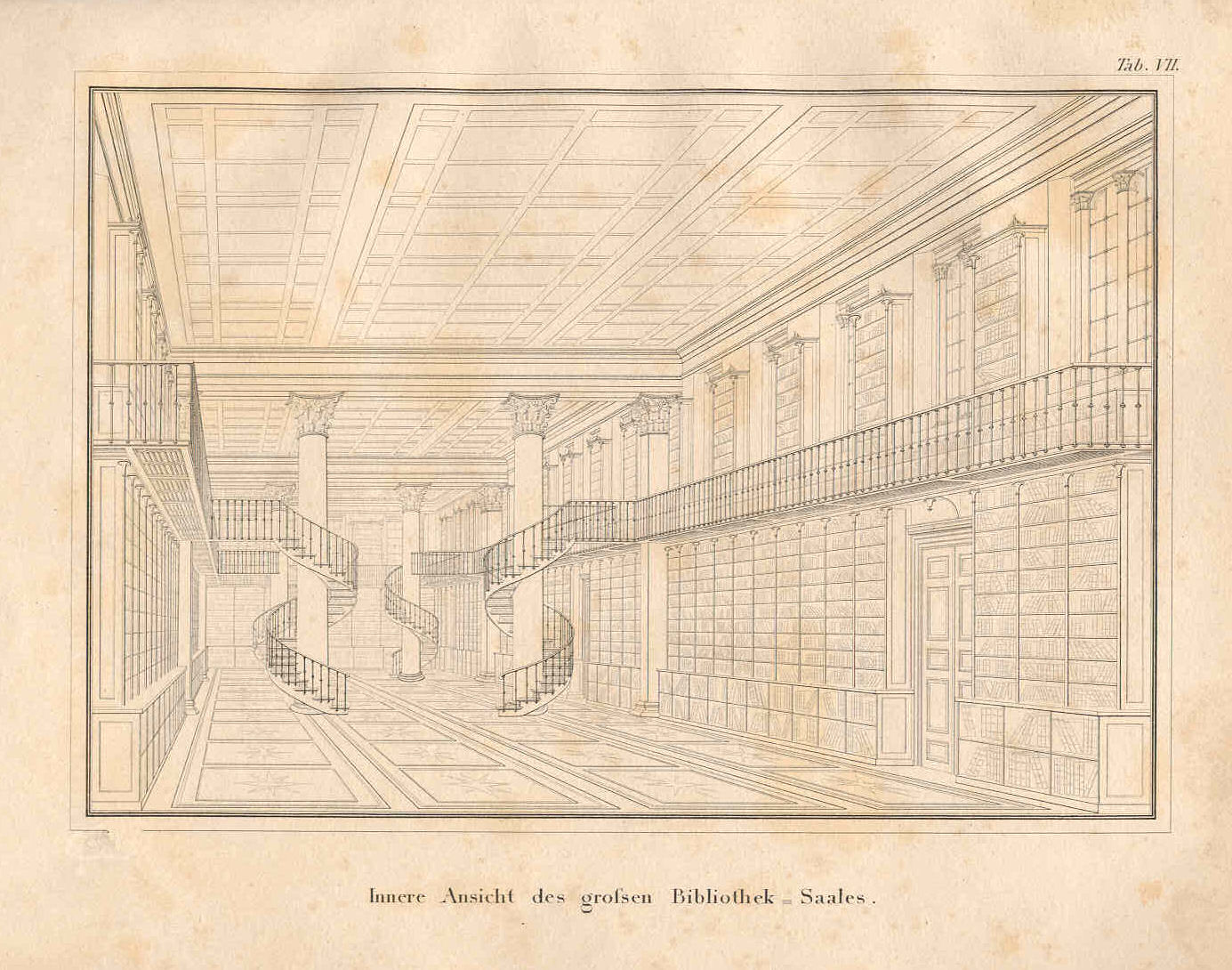
„Innere Ansicht des großen Bibliothek-Saales“, 1840

Petersen verfasste verschiedene Werke zur griechischen Literatur, Philosophie und Religion, sowie zur Volkskunde, die meist in den Schulprogrammen des Gymnasiums erschienen. Andere Bücher stehen in Zusammenhang mit seiner bibliothekarischen Tätigkeit. Überdies verfasste er Studien für die Königlich Schleswig-Holstein-Lauenburgische Gesellschaft für die Sammlung und Erhaltung vaterländischer Alterthümer.
- Philosophiae Chrysippeae Fundamenta. Busch, Altona 1827
- Rede über den doppelten Zweck des Akademischen Gymnasiums für Gelehrten- und allgemeine Bildung, 1834
- De Originibus Historiae Romanae Dissertatio. Meissner, Hamburg 1835
- Geschichte der Hamburgischen Stadtbibliothek. Perthes-Besser & Mauke, Hamburg 1838
- Ansichten und Baurisse der neuen Gebäude für Hamburgs öffentliche Bildungsanstalten, kurz beschrieben und in Verbindung mit dem Plan für die künftige Aufstellung der Stadtbibliothek. Meißner, Hamburg 1840
- Johannis Saresberiensis Entheticus De Dogmate Philosophorum. Meißner, Hamburg 1843
- Zur Geschichte der Religion und Kunst bei den Griechen .... Meissner, Hamburg 1845
- Der geheime Gottesdienst bei den Griechen. Meissner, Hamburg 1848
- Über die Geburtstagsfeier bei den Griechen nach Alter, Art und Ursprung. Ein Beitrag zum Hausgottesdienst der alten Griechen. Leipzig 1857. books.google
- Ursprung, Art und Bedeutung der Geburtstagsfeier bei den alten Völkern. Westermann’s Jahrbuch der illustrirten deutschen Monatshefte, 9. Band, October 1860 – März 1861, S. 327 ff. books.google.
- Hufeisen und Roßtrappen oder die Hufeisensteine in ihrer mythologischen Bedeutung. In Comm. der Akad. Buchhandlung, Kiel 1865
- Die Verbreitung des Christentums unter den Sachsen, mit besonderer Rücksicht auf die dieselben hemmenden und fördernden Umstände. Perthes, Besser & Mauke, Hamburg 1865
- Ueber das Verhältniss des Broncealters zur historischen Zeit bei den Völkern des Alterthums. Meissner, Hamburg 1868
- Spuren des Steinalters, welche sich bis in die Zeiten der beglaubigten Geschichte erhalten haben. Meissner, Hamburg 1868
- Das Zwölfgöttersystem der Griechen und Römer nach seiner Bedeutung, künstlerischen Darstellung und historischen Entwicklung. Lüderitz, Berlin 1870